# Corispermum macrocarpum
Corispermum macrocarpum là loài thực vật có hoa thuộc họ Dền. Loài này được Bunge ex Maxim. mô tả khoa học đầu tiên năm 1859.